# 레귤러 쇼 시즌 3
미국의 텔레비전 애니메이션 《레귤러 쇼》의 세 번째 시즌은 카툰 네트워크에서 방송되었다. 작품 속 대다수의 캐릭터들은 J. G. 퀸텔이 학창 시절 캘리포니아 예술 학교를 다니면서 만든 영화 《The Naive Man From Lolliland》와 《2 in the AM PM》에 기초하여 만들어졌다. 과거 《레귤러 쇼》는 카툰 네트워크가 신인 작가를 발굴하기 위해 기획한 Cartoonstitute 프로젝트의 일환이었다.

## 에피소드
| 전체 번호 | 시즌 번호 | 제목                                                                     | 각본 및 스토리보드                                  | 본 방송 날짜     | 대한민국 방송 날짜 | 제작 번호         | 미국 시청자 수 (100만) |
| --- | --------- | ------------------------------------------------------------------------ | --------------------------------------------------- | ---------------- | ------------------ | ----------------- | ---------------------- |
| 41 | 1         | "죽음의 하키 게임" "Stick Hockey"                                        | 션 스젤레스, 캣 모리스                              | 2011년 9월 19일  | 2014년 6월 16일    | 1009-041          | 2.00                   |
| 42 | 2         | "금발 클럽" "Bet to Be Blonde"                                           | 벤튼 코너, 캘빈 웡                                  | 2011년 9월 26일  | 2014년 6월 16일    | 1009-042          | 1.99                   |
| 43 | 3         | "스킵스의 비밀" "Skips Strikes"                                          | 벤튼 코너, 캘빈 웡                                  | 2011년 10월 3일  | 2014년 6월 17일    | 1009-046          | 2.08                   |
| 4445 | 45        | "팝스의 인형과 지옥의 구덩이"/"할로윈의 저주" "Terror Tales of the Park" | J. G. 퀸텔, 벤 애덤스, 안드레스 샐러프, 션 스젤레스 | 2011년 10월 10일 | 2014년 6월 17일    | 1009-044 1009-045 | 1.97                   |
| 46 | 6         | "캠핑에서 생긴 일" "Camping Can Be Cool"                                 | 션 스젤레스, 캣 모리스                              | 2011년 10월 17일 | 2014년 6월 18일    | 1009-048          | 2.05                   |
| 47 | 7         | "슬램 덩크" "Slam Dunk"                                                  | 안드레스 샐러프, 벤 애덤스                          | 2011년 10월 24일 | 2014년 6월 19일    | 1009-047          | 2.08                   |
| 48 | 8         | "너무 쿨한 죄" "Cool Bikes"                                              | 벤튼 코너, 캘빈 웡                                  | 2011년 11월 7일  | 2014년 6월 19일    | 1009-050          | 1.83                   |
| 49 | 9         | "규칙 없는 세상" "House Rules"                                           | 존 인판티노, 안드레스 샐러프                        | 2011년 11월 14일 | 2014년 6월 23일    | 1009-052          | 2.30                   |
| 50 | 10        | "랩 배틀" "Rap It Up"                                                    | 션 스젤레스, 캣 모리스                              | 2011년 11월 21일 | 2014년 6월 23일    | 1009-054          | 2.14                   |
| 51 | 11        | "작업의 정석" "Cruisin'"                                                 | 벤튼 코너, 캘빈 웡                                  | 2011년 11월 28일 | 2014년 6월 24일    | 1009-051          | 2.17                   |
| 52 | 12        | "낙서와 예술 사이" "Under the Hood"                                      | 안드레스 샐러프, 토비 존스                          | 2011년 12월 12일 | 2014년 6월 24일    | 1009-053          | 2.32                   |
| 53 | 13        | "벤슨과 파티를" "Weekend at Benson's"                                    | 벤튼 코너, 힐러리 플로리도                          | 2012년 1월 16일  | 2014년 6월 25일    | 1009-056          | 1.99                   |
| 54 | 14        | "뒤바뀐 행운" "Fortune Cookie"                                           | 벤튼 코너, 힐러리 플로리도, 캘빈 웡                 | 2012년 1월 23일  | 2014년 6월 25일    | 1009-049          | 1.86                   |
| 55 | 15        | "분노 대폭발" "Think Positive"                                           | 션 스젤레스, 캣 모리스                              | 2012년 1월 30일  | 2014년 6월 26일    | 1009-058          | 2.48                   |
| 팝스는 모디카이와 릭비를 야단치는 벤슨에게 해고되기 싫으면 그들에게 고함치는 것을 멈추라고 명령한다. 벤슨은 소리지르기를 참으면서 쌓인 분노로 인해 자기 자신을 파괴할 상황에 이른다. |           |                                                                          |                                                     |                  |                    |                   |                        |
| 56 | 16        | "테크노 마스터" "Skips vs. Technology"                                   | 캘빈 웡, 토비 존스                                  | 2012년 2월 6일   | 2014년 6월 26일    | 1009-060          | 2.39                   |
| 현대 과학 기술에 대한 지식이 부족해 모디카이와 릭비의 컴퓨터 오류를 해결하지 못한 스킵스는 자신이 고치지 못하는 것이 있다는 사실을 부정하기 위해 그의 사이보그 친구인 테크모의 도움을 받는다. 목소리 특별 출연: 테크모와 둠마겟돈 바이러스 역의 스티븐 블룸                                        |           |                                                                          |                                                     |                  |                    |                   |                        |
| 57 | 17        | "사랑의 노래" "Butt Dial"                                                | 션 스젤레스, 캣 모리스                              | 2012년 2월 13일  | 2014년 7월 8일     | 1009-068          | 2.45                   |
| 58 | 18        | "에그 킹" "Eggscellent"                                                  | J. G. 퀸텔                                          | 2012년 2월 27일  | 2014년 6월 30일    | 1009-057          | 2.32                   |
| 59 | 19        | "똥배 모델, 머슬맨" "Gut Model"                                          | 션 스젤레스, 캣 모리스                              | 2012년 3월 5일   | 2014년 7월 1일     | 1009-062          | 2.18                   |
| 60 | 20        | "우정의 힘" "Video Game Wizards"                                         | 벤튼 코너, 힐러리 플로리도                          | 2012년 3월 26일  | 2014년 7월 2일     | 1009-065          | 2.08                   |
| 61 | 21        | "복권의 진실" "Big Winner"                                               | 벤튼 코너, 힐러리 플로리도                          | 2012년 4월 2일   | 2014년 11월 3일    | 1009-076          | 2.38                   |
| 모디카이와 릭비는 머슬맨에게 가짜로 당첨된 복권을 가지고 장난친다. 하지만 머슬맨은 돈을 갖고 장난치는 행위를 용납하지 않는다는 사실을 알고 이내 걱정한다. |           |                                                                          |                                                     |                  |                    |                   |                        |
| 62 | 22        | "세계 최고의 햄버거" "The Best Burger in the World"                      | 안드레스 샐러프                                     | 2012년 4월 9일   | 2014년 7월 3일     | 1009-064          | 2.46                   |
| 63 | 23        | "해고를 피하는 방법" "Replaced"                                          | J. G. 퀸텔, 마이크 로스, 존 인판티노                | 2012년 4월 16일  | 2014년 7월 7일     | 1009-043          | 2.30                   |
| 직장을 되찾기 위해 모디카이와 릭비는 벤슨이 새로 고용한 둘의 보트 청소 작업을 방해하기 위한 작전을 세운다. 목소리 특별 출연: 채드와 제레미 역의 로저 크레이그 스미스 |           |                                                                          |                                                     |                  |                    |                   |                        |
| 64 | 24        | "쓰레기 보트" "Trash Boat"                                               | 벤튼 코너, 힐러리 플로리도                          | 2012년 4월 23일  | 2014년 7월 9일     | 1009-066          | 정보 없음              |
| 65 | 25        | "정의의 주먹" "Fists of Justice"                                         | 안드레스 샐러프                                     | 2012년 4월 30일  | 2014년 7월 10일    | 1009-067          | 2.25                   |
| 하프시코드를 옮기기 위해 스킵스에게 도움을 요청한 모디카이와 릭비는 실수로 스킵스에게 손가락 부상을 입힌다. 이후 대결에서 죽음을 앞둔 스킵스를 위해 모디카이와 릭비는 스킵스를 대신해 이겨야 한다.                                                                                                 |           |                                                                          |                                                     |                  |                    |                   |                        |
| 66 | 26        | "사랑의 울타리" "Yes Dude Yes"                                           | 션 스젤레스, 캣 모리스                              | 2012년 5월 7일   | 2014년 7월 16일    | 1009-070          | 2.12                   |
| 67 | 27        | "서비스센터에 가다" "Busted Cart"                                        | 벤튼 코너, 힐러리 플로리도                          | 2012년 5월 14일  | 2014년 7월 17일    | 1009-055          | 2.26                   |
| 68 | 28        | "머슬맨 살리기" "Dead at Eight"                                          | 캘빈 웡, 토비 존스                                  | 2012년 5월 28일  | 2014년 11월 3일    | 1009-072          | 2.05                   |
| 69 | 29        | "댄스타임" "Access Denied"                                               | 션 스젤레스, 캣 모리스                              | 2012년 6월 4일   | 2014년 11월 4일    | 1009-074          | 2.59                   |
| 마가렛의 생일 파티를 위해 나이트클럽에 입장하려던 모디카이와 릭비는 클럽 입구에서 거부되자 괴상한 옷차림을 통해 다시 입장한다. 하지만 마가렛과 다른 클럽에 있었음을 알게 된다. |           |                                                                          |                                                     |                  |                    |                   |                        |
| 70 | 30        | "멘토 머슬맨" "Muscle Mentor"                                            | 안드레스 샐러프                                     | 2012년 6월 11일  | 2014년 11월 3일    | 1009-071          | 2.73                   |
| 71 | 31        | "명예의 전당" "Trucker Hall of Fame"                                     | 캘빈 웡, 토비 존스                                  | 2012년 6월 18일  | 2014년 11월 3일    | 1009-061          | 2.92                   |
| 72 | 32        | "카트 재발견" "Out of Commission"                                        | 캘빈 웡, 토비 존스                                  | 2012년 6월 25일  | 2014년 11월 4일    | 1009-059          | 2.48                   |
| 카트를 새 것으로 교체하기 위해 벤슨은 모디카이와 릭비에게 기존의 것을 버리고 오라고 명령한다. 카트를 버리러 가던 모디카이와 릭비는 의도치 않게 카트에 영혼을 부여해 주고 카트의 여러 소망을 들어준 다음 폐기한다. 돌아온 모디카이와 릭비에게 벤슨은 착오가 있었다며 카트를 다시 찾아오라고 말한다. |           |                                                                          |                                                     |                  |                    |                   |                        |
| 73 | 33        | "신사의 품격" "Fancy Restaurant"                                         | 캘빈 웡, 토비 존스                                  | 2012년 7월 16일  | 2014년 11월 4일    | 1009-073          | 2.93                   |
| 74 | 34        | "비밀 수호신" "Diary"                                                    | 안드레스 샐러프, 매들린 퀘리펠                      | 2012년 7월 23일  | 2014년 11월 4일    | 1009-075          | 2.63                   |
| 75 | 35        | "세계 최고 비디오" "The Best VHS in the World"                           | 캘빈 웡, 토비 존스                                  | 2012년 7월 30일  | 2014년 11월 11일   | 1009-079          | 2.78                   |
| 76 | 36        | "장난전쟁" "Prankless"                                                   | 벤튼 코너, 힐러리 플로리도                          | 2012년 8월 6일   | 2014년 11월 10일   | 1009-078          | 2.93                   |
| 77 | 37        | "데쓰 베어" "Death Bear"                                                 | 션 스젤레스, 캣 모리스                              | 2012년 8월 13일  | 2014년 11월 10일   | 1009-077          | 2.80                   |
| 78 | 38        | "팝스의 소원" "Fuzzy Dice"                                               | 안드레스 샐러프, 매들린 퀘리펠                      | 2012년 8월 20일  | 2014년 11월 11일   | 1009-080          | 2.63                   |
| 79 | 39        | "설탕의 힘" "Sugar Rush"                                                 | 벤튼 코너, 힐러리 플로리도                          | 2012년 8월 27일  | 2014년 11월 17일   | 1009-069          | 2.70                   |
| 80 | 40        | "키스를 위하여" "Bad Kiss"                                               | 션 스젤레스, 캣 모리스                              | 2012년 9월 3일   | 2014년 11월 17일   | 1009-063          | 2.17                   |